# Constituția României din 1938
Constituția din 1938 a fost actul normativ fundamental al României, în vigoare pe timpul dictaturii regale a lui Carol al II-lea. 

## Context

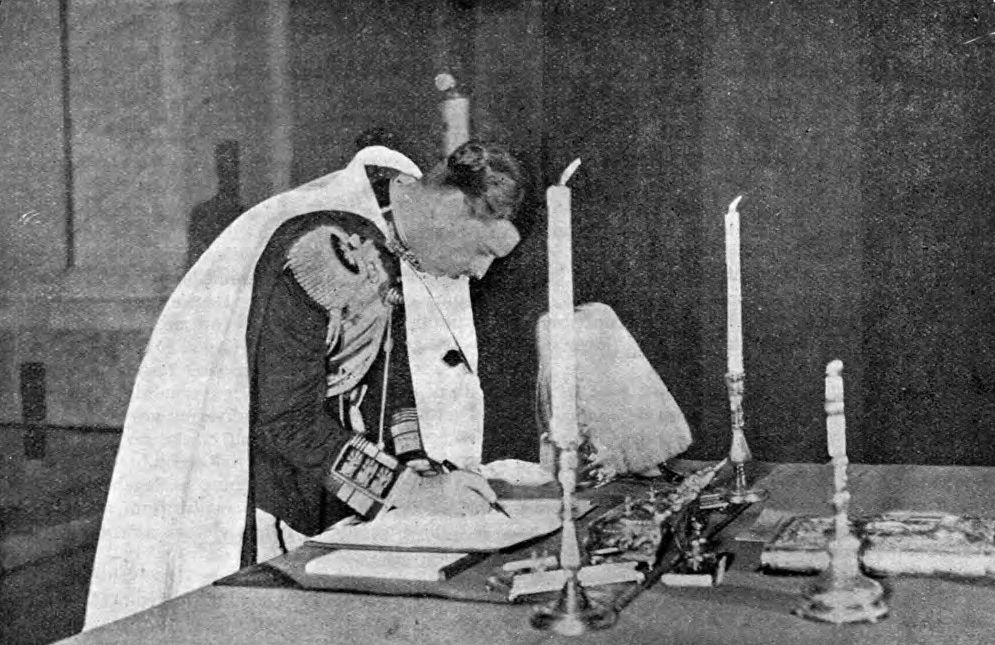
Regele Carol II semnând Constituția la 27 februarie 1938.

Regele Mihai era minor la moartea regelui Ferdinand I în 1927. Conform Constituției din 1923, puterile regale în numele său și tutela erau exercitate de o regență din trei persoane . Regența nu a făcut față problemelor vieții politice românești și, în aceste condiții, Carol s-a întors din străinătate preluând în 1930 funcția de suveran. 
Venirea lui Carol al II-lea a fost de rău augur pentru cadrul constituțional democratic al României. Noul rege a susținut facțiuni minoritare în partidele politice, pentru a le compromite și slăbi treptat. În lovitura de stat din 10/11 februarie 1938, el demite Guvernul Octavian Goga și numește Guvernul Miron Cristea (1). Politicianul Constantin Argetoianu, un apropiat al Regelui Carol, scria în memoriile sale despre ziua de 10 februarie 1938:
„Urdăreanu a început prin a-mi explica că Regele îl trimisese la mine fiindcă nu putea convoca „șefii de partide” pentru a-i consulta asupra răsturnării regimului de partide, dar că ținea să mă pună la curent cu hotărârile Majestății Sale. Dealtminteri, Majestatea Sa n-a avut această delicată atenție  — spunea dl. Mare Șambelan  — decât pentru mine și pentru dl Iorga (Neculai). M-am arătat foarte măgulit și am ascultat mai departe. Urdăreanu mi-a expus atunci tot planul Regelui: suspendarea și revizuirea constituției (prin decret), suprimarea tuturor alegerilor, și chiar înainte de promulgarea noii constituții  — suspendarea inamovibilității magistraturii, a statutului funcționarilor, a activității partidelor și „punerea la punct” a presei. Măsuri energice pentru depolitizarea administrației și pentru moralizarea vieții publice vor fi luate imediat ca să se taie iarba sub picioare curentului ce împinge lumea spre Garda de Fier.”
Elaborat de Istrate Micescu, Proiectul de Constituție a fost aprobat de către Consiliul de Miniștri la 20 februarie 1938, și aprobat prin plebiscit pe 24 februarie (la votul obligatoriu s-au prezentat un număr de 4.303.064 de cetățeni, din care 4.297.221 au votat pentru și 5.843 (0,13%) s-au opus). Constituția a fost promulgată și a intrat în vigoare la 27 februarie 1938.  Constituția a fost suspendată prin decret regal la 5 septembrie 1940. 

## Drepturile și libertățile sunt restrânse
Se începe cu îndatoririle cetățenilor, înainte de drepturi, care trebuie a 
„ ...socoti Patria drept cel mai de seama temei al rostului lor în viață. ”
Un indiciu sigur de tendințe autoritare este compararea statului cu un organism
„ … ființa Statului nu poate viețui…   ”
Sunt păstrate libertăți și drepturi individuale importante , dar alte libertăți si drepturi sunt practic înlăturate din Constituție. De exemplu, libertatea presei , a întrunirilor , de asociere  sunt permise „în limitele și condițiunile legii”  sau „conformându-se legilor” . Însă, a condiționa un drept constituțional de o lege este echivalent cu a-l scoate din Constituție, pentru că astfel de precizări („conform legii” etc.) le ridică satutul special pe care în aveau, fiind în Constituție, de a nu putea fi îngrădite în principiu de orice alte legi (care ar fi fost neconstituționale). Acum aceste drepturi pot fi îngrădite prin orice legi.
Femeile au drept de vot și, mai mult, votul a devenit obligatoriu .

## Capul Statului
Se declară de la început
„ Regele este Capul Statului.  ”
care singur are initiativa legilor  și numește jumătate din senatori . Nu se precizeză durata sesiunii parlamentare , legea electorală va fi decisă prin „Decret Regal” , iar durata pe care Adunarea Deputaților și Senatul pot fi amânate de rege este extensă de la cel mult o lună  la un an , timp în care regele guvernează fără nici o responsabilitate
„ El poate, în timpul când Adunările Legiuitoare sunt dizolvate și în intervalul dintre sesiuni, să facă în orice privință Decrete cu putere de lege, care urmează a fi  supuse Adunărilor spre ratificare la cea mai apropiată a lor sesiune. ”
De asemenea, este eliminată sugestiv precizarea „Nici o putere armată nu se poate pune la ușile sau în jurul uneia sau alteia din Adunări fără învoirea ei.” 
Consiliul Legislativ este transformat dintr-un for consultativ într-o autoritate care poate bloca orice lege sau regulament .
Autoritatea judecătorească este făcută mai pliabilă prin posibililatea de „sancționare” a judecătrilor prin „Decret Regal” timp de șase luni pentru fapte nespecificate  și prin desființarea juriilor, care implicau pe cetățeni în actul juridic
„ Juriul se desființează. ”
Regele se substituie statului:
„ Constituția de față nu poate fi revizuită în total sau în parte decât din initiațiva Regelui”  ”